# Иванов, Ксенофонт Андреев
Ксенофонт Андреев Иванов (6 сентября 1898, Русе Болгария — 22 января 1967, София Болгария) — болгарский патолог, учёный по ветеринарии и член Болгарской АН.

## Биография
Родился Ксенофонт Иванов 6 сентября 1898 года в Русе. В 1925 году окончил Берлинский государственный университет. С 1934-по 1948 год заведовал кафедрой общей патологии и патанатомии ветеринарно-медицинского факультета Софийского университета. В 1948 году возглавил институт общей и сравнительной патологии Болгарской АН, который создал он сам. С 1957 по 1967 год занимал должность академика-секретаря Редакционно-издательский совет|редакционно-издательского совета Болгарской АН. С 1945 по 1948 год занимал должность декана факультета ветеринарной медицины в Софии, а с 1948-по 1953 год занимал должность первого ректора сельскохозяйственной академии в Софии.
Скончался Ксенофонт Иванов 22 января 1967 года в Софии.

## Научные работы
Основные научные работы относятся к патологической физиологии, морфологии животных и ветеринарии. Автор свыше 90 научных работ и трудов.
- Изучал лейкоз и опухоли вирусной этиологии у птиц и млекопитающих.

## Членство в организациях
- Член редколлегии международного журнала Паталоджи ветеринарие (Швейцария).

## Награды и премии
- Димитровская премия НРБ (1950).